# Hande Baladın
Hande Baladın (Kütahya, 1º settembre 1997) è una pallavolista turca, schiacciatrice del Fenerbahçe.

## Carriera

### Club
La carriera di Hande Baladın inizia nel settore giovanile dell'Eczacıbaşı, club che la fa esordire come professionista in Voleybol 1. Ligi nella stagione 2013-14, per poi cederla in prestito al Sarıyer nella stagione seguente. Torna quindi a difendere i colori dell'Eczacıbaşı nel campionato 2015-16, restando legata al club per un triennio, nel corso del quale conquista il campionato mondiale per club 2016 e la Coppa CEV 2017-18.
Dopo aver difeso i colori del Galatasaray nell'annata 2018-19, da quella seguente torna a vestire la maglia dell'Eczacıbaşı, vincendo due volte la Supercoppa turca e il suo secondo campionato mondiale per club. Nel campionato 2025-26 si trasferisce al Fenerbahçe.

### Nazionale
Fa tutta la trafila delle nazionali giovanili turche, conquistando la medaglia di bronzo al campionato europeo under 18, dove viene premiata come miglior muro, e al Campionato europeo under 19 2014; successivamente vince la medaglia d'argento al campionato mondiale under 23 2015, torneo nel quale vince l'oro nell'edizione 2017, impreziosito dai riconoscimenti individuali come MVP e miglior schiacciatrice.
Nel 2015 riceve le prime convocazioni in nazionale maggiore, aggiudicandosi il bronzo al campionato europeo 2017 e l'argento alla Volleyball Nations League 2018 e al campionato europeo 2019. Nel 2021 vince la medaglia di bronzo alla Volleyball Nations League e al campionato europeo. Nel 2023 conquista la medaglia d'oro alla Volleyball Nations League, al campionato europeo e alla Coppa del Mondo.

## Palmarès

### Club
- Supercoppa turca: 2

2019, 2020
- Campionato mondiale per club: 2

2016, 2023
- Coppa CEV: 1

2017-18

### Nazionale (competizioni minori)
- Campionato europeo under 18 2013
- Campionato europeo under 19 2014
- Campionato mondiale under 23 2015
- Campionato mondiale under 23 2017
- Montreux Volley Masters 2018

### Premi individuali
- 2013 - Campionato europeo under 18: Miglior muro
- 2017 - Campionato mondiale under 23: MVP
- 2017 - Campionato mondiale under 23: Miglior schiacciatrice